# Люксембург на літніх Олімпійських іграх 2016
Люксембург на літніх Олімпійських іграх 2016 буде представлена 9 спортсменами в п'яти видах спорту. Жодної медалі олімпійці Люксембургу не завоювали.

## Легка атлетика
Легенда
- Note – для трекових дисциплін місце вказане лише для забігу, в якому взяв участь спортсмен
- Q = пройшов у наступне коло напряму
- q = пройшов у наступне коло за добором (для трекових дисциплін - найшвидші часи серед тих, хто не пройшов напряму; для технічних дисциплін - увійшов до визначеної кількості фіналістів за місцем якщо напряму пройшло менше спортсменів, ніж визначена кількість)
- NR = Національний рекорд
- N/A = Коло відсутнє у цій дисципліні
- Bye = спортсменові не потрібно змагатися у цьому колі

Трекові і шосейні дисципліни
| Спортсмен     | Дисципліна                   | Попередній забіг | Попередній забіг | Півфінал         | Півфінал         | Фінал            | Фінал            |
| Спортсмен     | Дисципліна                   | Результат        | Місце            | Результат        | Місце            | Результат        | Місце            |
| ------------- | ---------------------------- | ---------------- | ---------------- | ---------------- | ---------------- | ---------------- | ---------------- |
| Шарль Гретен  | біг на 800 метрів (чоловіки) | 1:48.93          | 5                | Завершив виступ  | Завершив виступ  | Завершив виступ  | Завершив виступ  |
| Шарлін Матіас | біг на 800 метрів (жінки)    | 2:09.30          | 8                | Завершила виступ | Завершила виступ | Завершила виступ | Завершила виступ |

## Велоспорт

### Шосе
| Спортсмен      | Дисципліна                       | Час           | Місце         |
| -------------- | -------------------------------- | ------------- | ------------- |
| Франк Шлек     | Групова шосейна гонка (чоловіки) | 6:13:36       | 20            |
| Шанталь Гофман | групова шосейна гонка (жінки)    | Не фінішувала | Не фінішувала |
| Крістін Маєрус | групова шосейна гонка (жінки)    | 3:56:34       | 18            |
| Крістін Маєрус | роздільна шосейна гонка (жінки)  | 48:16.17      | 22            |

## Плавання
| Спортсмен          | Дисципліна                           | Попередній заплив | Попередній заплив | Півфінал         | Півфінал         | Фінал            | Фінал            |
| Спортсмен          | Дисципліна                           | Час               | Місце             | Час              | Місце            | Час              | Місце            |
| ------------------ | ------------------------------------ | ----------------- | ----------------- | ---------------- | ---------------- | ---------------- | ---------------- |
| Лоран Карноль      | 100 метрів брасом (чоловіки)         | 1:00.88           | =27               | Завершив виступ  | Завершив виступ  | Завершив виступ  | Завершив виступ  |
| Лоран Карноль      | 200 метрів брасом (чоловіки)         | 2:11.94           | 21                | Завершив виступ  | Завершив виступ  | Завершив виступ  | Завершив виступ  |
| Рафаель Стаккіотті | 100 метрів вільним стилем (чоловіки) | 50.79             | 47                | Завершив виступ  | Завершив виступ  | Завершив виступ  | Завершив виступ  |
| Рафаель Стаккіотті | 200 метрів комплексом (чоловіки)     | 2:00.21           | 21                | Завершив виступ  | Завершив виступ  | Завершив виступ  | Завершив виступ  |
| Рафаель Стаккіотті | 400 метрів комплексом (чоловіки)     | 4:20.37           | 23                | Н/Д              | Н/Д              | Завершив виступ  | Завершив виступ  |
| Жюлі Мейнен        | 50 метрів вільним стилем (жінки)     | 25.12             | 26                | Завершила виступ | Завершила виступ | Завершила виступ | Завершила виступ |
| Жюлі Мейнен        | 100 метрів вільним стилем (жінки)    | 55.09             | 25                | Завершила виступ | Завершила виступ | Завершила виступ | Завершила виступ |

## Настільний теніс
| Спортсмен | Дисципліна               | Попередній раунд   | Раунд 1              | Раунд 2             | Раунд 3             | 1/8 фіналу         | Чвертьфінали       | Півфінали          | Фінал / БМ         | Фінал / БМ       |
| Спортсмен | Дисципліна               | Суперник Результат | Суперник Результат   | Суперник Результат  | Суперник Результат  | Суперник Результат | Суперник Результат | Суперник Результат | Суперник Результат | Місце            |
| --------- | ------------------------ | ------------------ | -------------------- | ------------------- | ------------------- | ------------------ | ------------------ | ------------------ | ------------------ | ---------------- |
| Ні Сялянь | одиночний розряд (жінки) | Bye                | Kumahara (BRA) W 4–3 | Shen Yf (ESP) W 4–3 | Feng Tw (SIN) L 2–4 | Завершила виступ   | Завершила виступ   | Завершила виступ   | Завершила виступ   | Завершила виступ |

## Теніс
| Спортсмен     | Дисципліна                  | 1/32 фіналу                         | 1/16 фіналу             | 1/8 фіналу                          | Чвертьфінали       | Півфінали          | Фінал / БМ         | Фінал / БМ      |
| Спортсмен     | Дисципліна                  | Суперник Результат                  | Суперник Результат      | Суперник Результат                  | Суперник Результат | Суперник Результат | Суперник Результат | Місце           |
| ------------- | --------------------------- | ----------------------------------- | ----------------------- | ----------------------------------- | ------------------ | ------------------ | ------------------ | --------------- |
| Gilles Müller | одиночний розряд (чоловіки) | Янович (POL) W 7–5, 1–6, 7–6(12–10) | Тсонга (FRA) W 6–4, 6–3 | Bautista Agut (ESP) L 4–6, 6–7(4–7) | Завершив виступ    | Завершив виступ    | Завершив виступ    | Завершив виступ |